# Хауберк

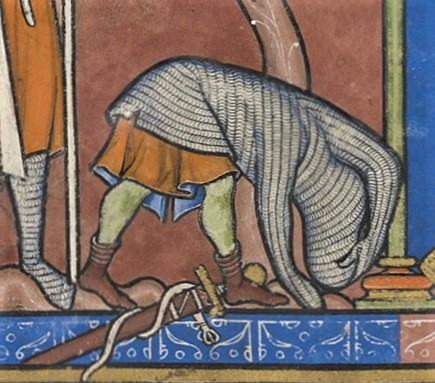
Воин, снимающий кольчужный хауберк через голову. Миниатюра из Библии Мациевского. 1240-е гг.

Хауберк или хоуберк (англ. Hauberk) — вид доспеха. Хауберк появился в конце X века у норманнов как плотно прилегающий к телу доспех, закрывавший тело до колена и руки до локтей, и зачастую дополнявшийся чулками. Материалом служила кожа или материя, укреплявшаяся нашитыми металлическими кольцами либо пластинками, заклепками, и иногда даже нашитыми цепочками. В дальнейшем хауберк развился в длинную кольчугу с капюшоном и рукавицами (капюшон и рукавицы могли выполняться как отдельно, так и составлять единое целое с кольчугой). Также дополнялся кольчужными чулками. В XIV веке постепенно начинает выходить из употребления в связи с распространением бригантно-латных элементов защиты.
А. Н. Кирпичников отмечает, что в русских землях вообще неизвестны соединенные в одно целое кольчужные капюшоны с кольчугой и/или кольчужные штаны, которые он относит к принадлежностям западноевропейского рыцарского вооружения. В XIII в. в русской тяжелой кавалерии из кольчужной защиты начинают распространяться длиннополые кольчуги и кольчужные чулки.
Большинство исследователей прямо или косвенно предполагают, что хауберк явился дальнейшим развитием кольчужной рубахи, однако устоявшаяся терминология в научной литературе вызывает некоторую путаницу: как отмечено выше, русские специалисты применяют термин в контексте западно-европейского средневековья, в то время как в англо-язычной литературе, во-первых, даже длинные кольчуги римского времени называют кольчужными рубашками (немногочисленные сохранившиеся кольчуги того времени реконструируются с короткими рукавами и без капюшонов); во-вторых в контексте западно-европейского средневековья используются термины хауберк и хаубергион (малый хауберк, aubergel), где под последним и понимается кольчужная рубашка. Разделение терминов кольчужная рубашка/aubergel и хауберк отмечено уже в изданной Генрихом II ассизе о вооружении (англ. Assize of Arms of 1181) (1181 год). В то же время, например, в шведском языке кольчужная рубашка (ringpansarskjorta) и хауберк являются синонимами.

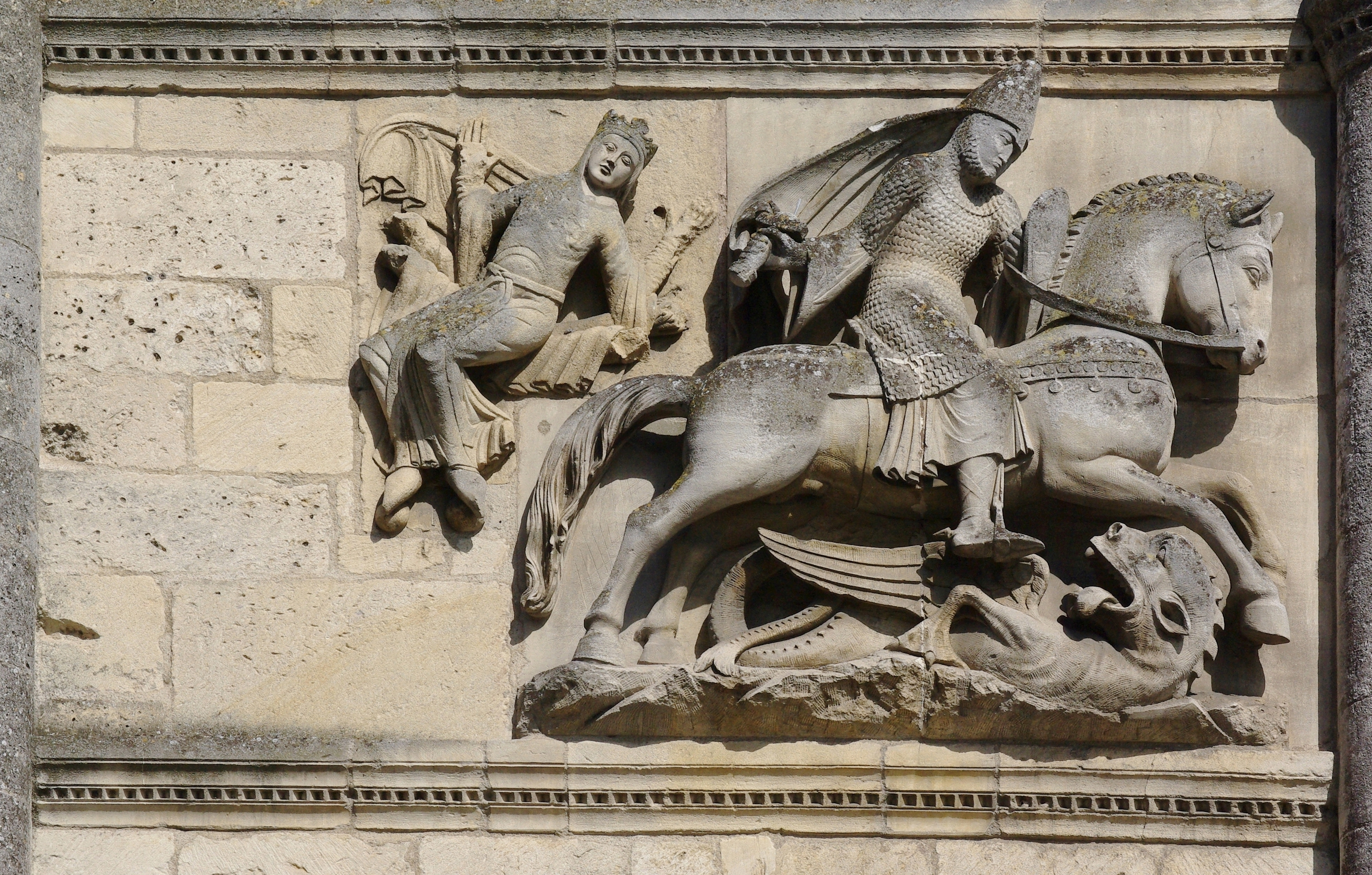
Святой Георгий. Барельеф Ангулемского собора (XII в.)

## История хауберка

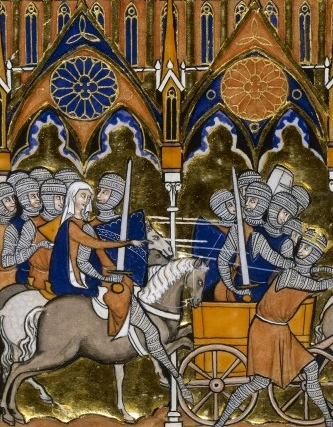
Поход Деборы и Барака на Ханаан. Миниатюра из Псалтыри Людовика Святого. XIII в.

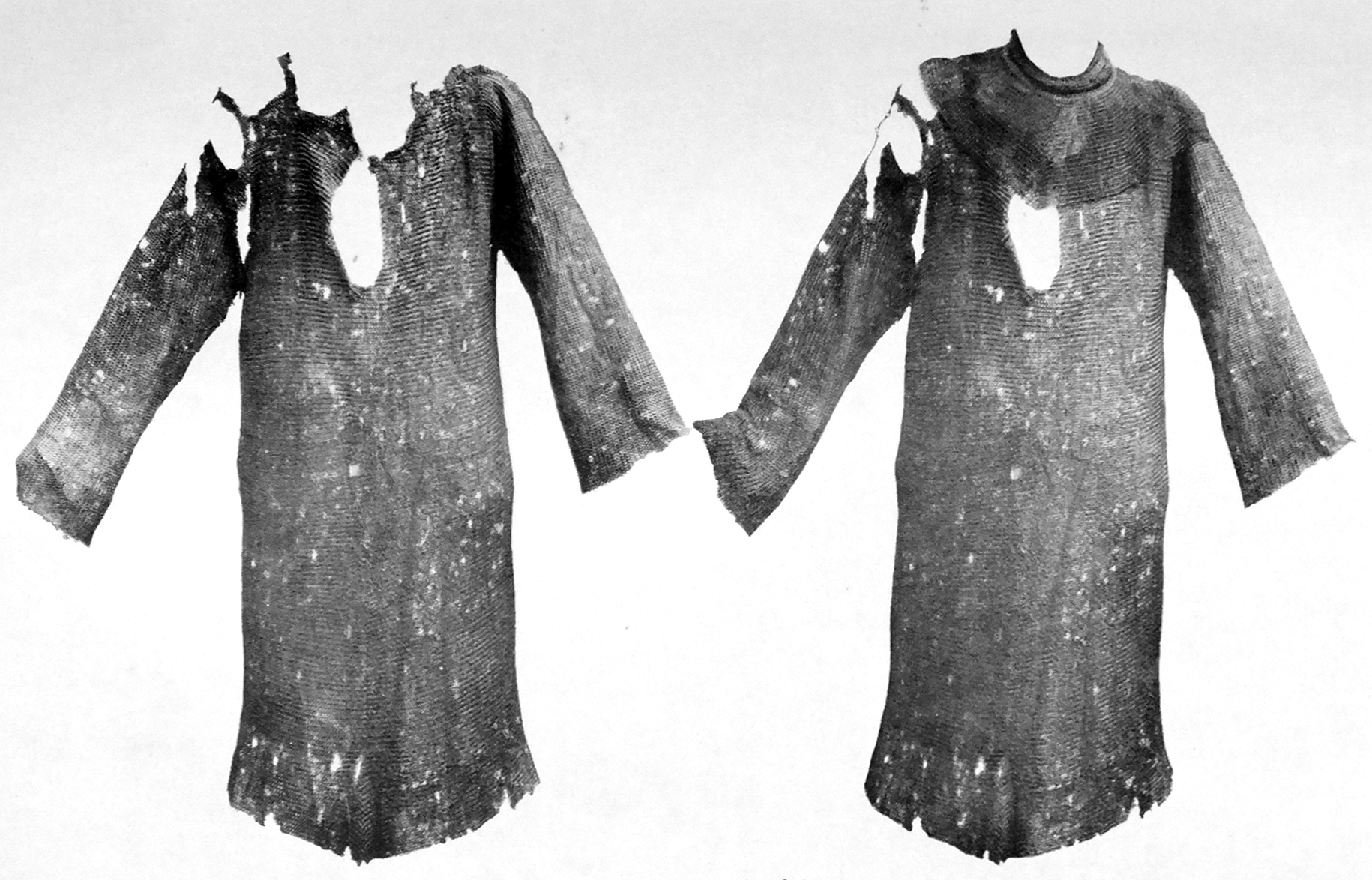
Кольчуга святого Вацлава. Справа показана с кольчужным воротником XV века.

Слово «хауберк» происходит от др.-в.-нем. Halsberge, которое первоначально означало маленький кусок кольчуги, который защищал горло и шею (Hals [халс]). Римский автор Варрон приписывает изобретение кольчуги кельтам. Римские армии стали использовать подобную технологию доспеха после столкновения с ними. Самый ранний существующий экземпляр был найден в Чумешти (рум. Ciumești) в современной Румынии и датирован V-IV веком до н. э. Кольчуга распространялась во всем мире с расширением влияния римлян и была быстро принята фактически каждой использующей железо культурой в мире, за исключением китайцев, которые редко использовали её, несмотря на то, чтобы были в значительной мере подвержены влиянию других культур.

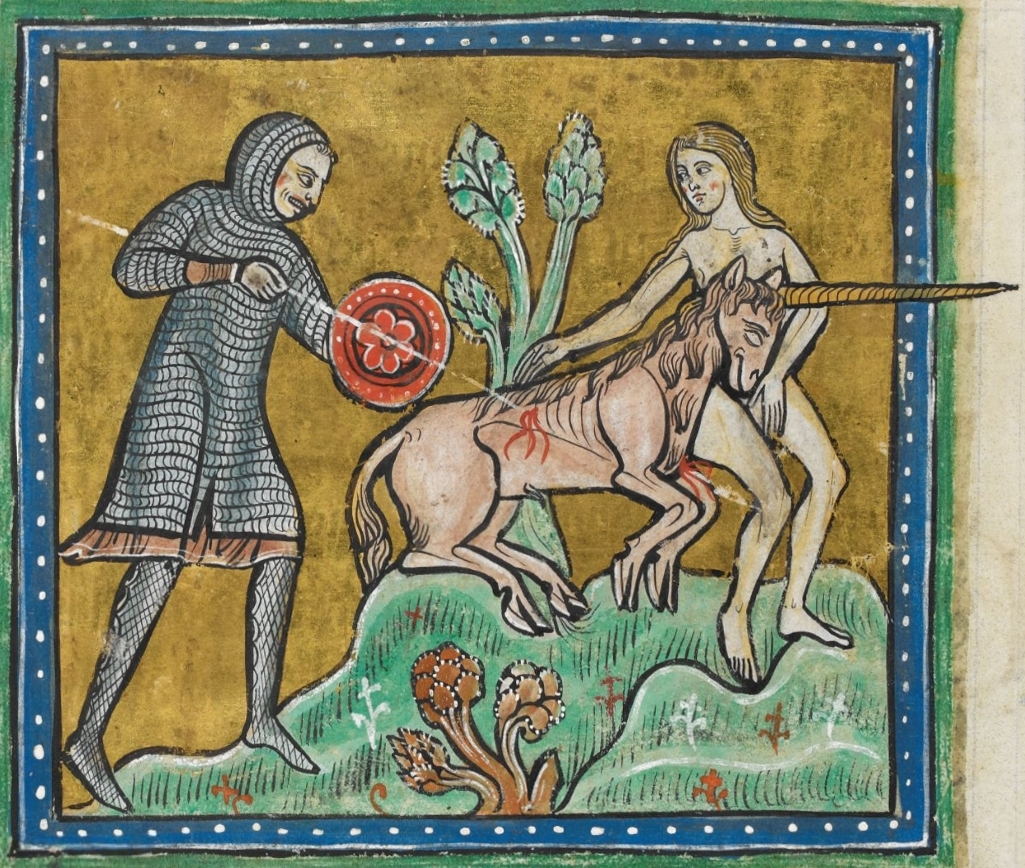
Охота на единорога. Миниатюра из Рочестерского бестиария. 1230-1240 гг. Воин одет в хауберк.

Гобелен из Байё иллюстрирует норманнских воинов, носящих хауберки длиной по колено, с рукавами длиной в три четверти и разрезом от нижней кромки до уровня промежности. Такой доспех был весьма дорогим — как за счёт стоимости материала (железная проволока), так и времени/навыков, требуемых для производства, — так что обычные пехотинцы редко были экипированы хауберками.
Хауберк, хранящийся в Пражском Соборе и датирующийся XII веком, является одним из самых ранних сохранившихся экземпляров из Центральной Европы, и, возможно, принадлежал Вацлаву Святому. В Европе использование кольчужного хауберка продолжалось до XIV века, когда латные доспехи начали вытеснять его. В отдельных частях Средней Азии хауберки использовались дольше.

## См. также

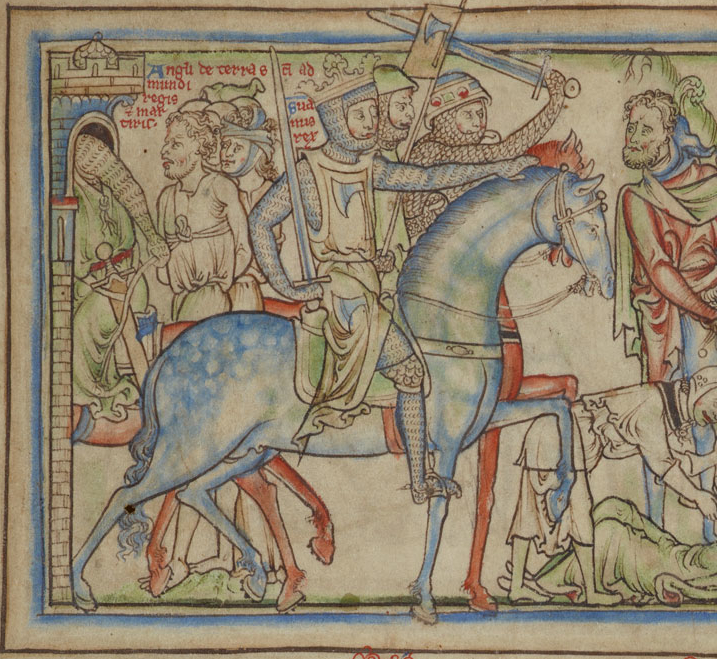
Датский король Свен I Вилобородый в хауберке. Миниатюра из рукописи жития Св. Эдуарда Исповедника XIII в.